# Liste der Leichtathletikweltrekorde der Männer nach Disziplinen bis 1970
Dies ist eine Aufzählung von offiziell von der IAAF anerkannten Weltrekorden in der Leichtathletik der Männer bis 1970 nach Disziplinen.

## 100 m
| Zeit (s) | Datum              | Athlet             | Land | Ort                        | Bemerkungen |
| -------- | ------------------ | ------------------ | ---- | -------------------------- | ----------- |
| 10,6     | 6. Juli 1912       | Donald Lippincott  | USA  | Stockholm                  |             |
|          | 16. September 1920 | Jackson Scholz     | USA  | Stockholm                  |             |
| 10,4     | 23. April 1921     | Charles Paddock    | USA  | Redlands, USA              |             |
|          | 8. August 1929     | Eddie Tolan        | USA  | Stockholm                  |             |
|          | 25. August 1929    | Eddie Tolan        | USA  | Kopenhagen                 |             |
| 10,3     | 9. August 1930     | Percy Williams     | CAN  | Toronto                    |             |
|          | 1. August 1932     | Eddie Tolan        | USA  | Los Angeles                |             |
|          | 12. August 1933    | Ralph Metcalfe     | USA  | Budapest                   |             |
|          | 6. August 1934     | Eulace Peacock     | USA  | Oslo                       |             |
|          | 26. August 1934    | Christiaan Berger  | NED  | Amsterdam                  |             |
|          | 15. September 1934 | Ralph Metcalfe     | USA  | Osaka                      |             |
|          | 23. September 1934 | Ralph Metcalfe     | USA  | Dairen                     |             |
|          | 15. Juni 1935      | Takayoshi Yoshioka | JPN  | Tokio                      |             |
| 10,2     | 20. Juni 1936      | Jesse Owens        | USA  | Chicago                    |             |
|          | 6. Juni 1941       | Harold Davis       | USA  | Compton                    |             |
|          | 15. Mai 1948       | Lloyd LaBeach      | PAN  | Fresno                     |             |
|          | 9. Juli 1948       | Barney Ewell       | USA  | Evanston                   |             |
|          | 25. August 1951    | McDonald Bailey    | GBR  | Belgrad                    |             |
|          | 31. Oktober 1954   | Heinz Fütterer     | GER  | Yokohama                   |             |
|          | 19. Mai 1956       | Bobby Morrow       | USA  | Houston                    |             |
|          | 1. Juni 1956       | Ira Murchison      | USA  | Compton                    |             |
|          | 22. Juni 1956      | Bobby Morrow       | USA  | Bakersfield                |             |
|          | 29. Juni 1956      | Ira Murchison      | USA  | Los Angeles                |             |
|          | 29. Juni 1956      | Bobby Morrow       | USA  | Los Angeles                |             |
| 10,1     | 3. August 1956     | Willie Williams    | USA  | Berlin                     |             |
|          | 4. August 1956     | Ira Murchison      | USA  | Berlin                     |             |
|          | 20. Oktober 1956   | Leamon King        | USA  | Ontario                    |             |
|          | 27. Oktober 1956   | Leamon King        | USA  | Santa Ana                  |             |
|          | 18. April 1959     | Ray Norton         | USA  | San José                   |             |
| 10,0     | 21. Juni 1960      | Armin Hary         | GER  | Zürich, Letzigrund-Stadion |             |
|          | 15. Juli 1960      | Harry Jerome       | CAN  | Saskatoon                  |             |
|          | 15. August 1964    | Horacio Esteves    | VEN  | Caracas                    |             |
|          | 15. Oktober 1964   | Bob Hayes          | USA  | Tokio                      |             |
|          | 27. Mai 1967       | Jim Hines          | USA  | Modesto                    |             |
|          | 17. Juni 1967      | Enrique Figuerola  | CUB  | Budapest                   |             |
|          | 2. April 1968      | Paul Nash          | RSA  | Krugersdorp                |             |
|          | 31. Mai 1968       | Oliver Ford        | USA  | Albuquerque                |             |
|          | 20. Juni 1968      | Charles Greene     | USA  | Sacramento                 |             |
|          | 20. Juni 1968      | Roger Bambuck      | FRA  | Sacramento                 |             |
| 9,9      | 20. Juni 1968      | Jim Hines          | USA  | Sacramento                 |             |
|          | 20. Juni 1968      | Ronnie Ray Smith   | USA  | Sacramento                 |             |
|          | 20. Juni 1968      | Charles Greene     | USA  | Sacramento                 |             |
| 9,95     | 14. Oktober 1968   | Jim Hines          | USA  | Mexiko-Stadt               |             |

## 200 m
Erst seit 1951 unterscheidet die IAAF offiziell zwischen 200-Meter-Weltrekorden, die auf einer Geraden erzielt worden sind, und solchen, die mit voller Kurve gelaufen worden sind.
| Zeit (s) | Datum              | Athlet            | Land | Ort           | Bemerkungen                                                   |
| -------- | ------------------ | ----------------- | ---- | ------------- | ------------------------------------------------------------- |
| 21,2     | 4. Juli 1914       | Willie Applegarth | GBR  | London        | inoffiziell                                                   |
| 21,0     | 26. August 1928    | Helmut Körnig     | GER  | Bochum        | inoffiziell                                                   |
| 20,7     | 5. August 1936     | Jesse Owens       | USA  | Berlin        | inoffiziell                                                   |
| 20,6     | 26. Mai 1951       | Andy Stanfield    | USA  | Philadelphia  |                                                               |
|          | 28. Juni 1952      | Andy Stanfield    | USA  | Los Angeles   |                                                               |
|          | 23. Juni 1956      | Thane Baker       | USA  | Bakersfield   |                                                               |
|          | 27. November 1956  | Bobby Morrow      | USA  | Melbourne     |                                                               |
|          | 1. Oktober 1958    | Manfred Germar    | GER  | Wuppertal     |                                                               |
|          | 19. März 1960      | Ray Norton        | USA  | Berkeley      |                                                               |
|          | 30. April 1960     | Ray Norton        | USA  | Philadelphia  |                                                               |
| 20,5     | 2. Juli 1960       | Peter Radford     | GBR  | Wolverhampton |                                                               |
|          | 2. Juli 1960       | Stonewall Johnson | USA  | Palo Alto     |                                                               |
|          | 2. Juli 1960       | Ray Norton        | USA  | Palo Alto     |                                                               |
|          | 3. September 1960  | Livio Berruti     | ITA  | Rom           | olympisches Halbfinale                                        |
|          | 3. September 1960  | Livio Berruti     | ITA  | Rom           | olympisches Finale                                            |
|          | 23. Juni 1962      | Paul Drayton      | USA  | Walnut        |                                                               |
| 20,3     | 23. Mai 1963       | Henry Carr        | USA  | Tempe         |                                                               |
| 20,2     | 4. April 1964      | Henry Carr        | USA  | Tempe         |                                                               |
| 20,0     | 11. Juni 1966      | Tommie Smith      | USA  | Sacramento    |                                                               |
| 19,92    | 12. September 1968 | John Carlos       | USA  | Echo Summit   | nicht anerkannt wegen seinerzeit unzulässiger Spikesanordnung |
| 19,83    | 16. Oktober 1968   | Tommie Smith      | USA  | Mexiko-Stadt  |                                                               |

## 400 m
Angegeben sind als inoffizielle Weltrekorde auch Zeiten, die offizieller Weltrekord über 440 Yards waren und unter der Zeit des Weltrekords auf der etwas kürzeren 400-Meter-Strecke lagen.
| Zeit (s) | Datum              | Athlet           | Land | Ort               | Bemerkungen |
| -------- | ------------------ | ---------------- | ---- | ----------------- | ----------- |
| 47,8     | 29. September 1900 | Maxie Long       | USA  | New York City     | inoffiziell |
| 48,2     | 13. Juli 1912      | Charles Reidpath | USA  | Stockholm         |             |
| 47,4     | 27. Mai 1916       | Ted Meredith     | USA  | Cambridge         | inoffiziell |
| 47,6     | 11. Juli 1924      | Eric Liddell     | GBR  | Colombes          |             |
| 47,0     | 12. Mai 1928       | Emerson Spencer  | USA  | Palo Alto         |             |
| 46,4     | 26. März 1932      | Ben Eastman      | USA  | Palo Alto         | inoffiziell |
| 46,2     | 5. August 1932     | Bill Carr        | USA  | Los Angeles       |             |
| 46,1     | 19. Juni 1936      | Archie Williams  | USA  | Chicago           |             |
| 46,0     | 12. August 1939    | Rudolf Harbig    | GER  | Frankfurt am Main |             |
|          | 29. Juni 1941      | Grover Klemmer   | USA  | Philadelphia      |             |
| 45,9     | 2. Juli 1948       | Herb McKenley    | JAM  | Milwaukee         |             |
| 45,8     | 22. August 1950    | George Rhoden    | JAM  | Eskilstuna        |             |
| 45,4     | 18. März 1955      | Lou Jones        | USA  | Mexiko-Stadt      |             |
| 45,2     | 30. Juni 1956      | Lou Jones        | USA  | Los Angeles       |             |
| 44,9     | 6. September 1960  | Otis Davis       | USA  | Rom               |             |
|          | 6. September 1960  | Carl Kaufmann    | GER  | Rom               |             |
|          | 22. Mai 1963       | Adolph Plummer   | USA  | Tempe             | inoffiziell |
|          | 12. September 1964 | Mike Larrabee    | USA  | Los Angeles       |             |
| 44,5     | 20. Mai 1967       | Tommie Smith     | USA  | San Jose          |             |
| 44,1     | 14. September 1968 | Larry James      | USA  | Echo Summit       |             |
| 43,86    | 18. Oktober 1968   | Lee Evans        | USA  | Mexiko-Stadt      |             |

## 800 m
Die Zeiten von Peltzer, Eastman und Robinson sind über 880 Yards (= 804,68 m) erzielt worden.
- 1912 8. Juli – Ted Meredith, USA, lief die 800 m in 1:51,9 min
- 1926 3. Juli – Otto Peltzer, Deutschland, lief die 800 m in 1:51,6 min
- 1928 14. Juli – Séra Martin, Frankreich, lief die 800 m in 1:50,6 min
- 1932 2. August – Tommy Hampson, Vereinigtes Königreich, lief die 800 m in 1:49,8 min
- 1934 16. Juni – Ben Eastman, USA, lief die 800 m in 1:49,8 min
- 1936 20. August – Glenn Cunningham, USA, lief die 800 m in 1:49,7 min
- 1937 11. Juli – Elroy Robinson, USA, lief die 800 m in 1:49,6 min
- 1938 20. August – Sydney Wooderson, Vereinigtes Königreich, lief die 800 m in 1:48,4 min
- 1939 15. Juli – Rudolf Harbig, Deutschland, lief die 800 m in 1:46,6 min
- 1955 3. August – Roger Moens, Belgien, lief die 800 m in 1:45,7 min
- 1962 3. Februar – Peter Snell, Neuseeland, lief die 800 m in 1:44,3 min
- 1968 15. Oktober – Ralph Doubell, Australien, lief die 800 m in 1:44,3 min

## 1000 m
- 1913 22. Juni – Georg Mickler, Deutschland, lief die 1000 m in 2:32,3 min
- 1918 22. September – Anatole Bolin, Schweden, lief die 1000 m in 2:29,1 min
- 1922 27. September – Sven Lundgren, Schweden, lief die 1000 m in 2:28,6 min
- 1926 30. September – Séra Martin, Frankreich, lief die 1000 m in 2:26,8 min
- 1927 18. September – Otto Peltzer, Deutschland, lief die 1000 m in 2:25,8 min
- 1930 19. Oktober – Jules Ladoumègue, Frankreich, lief die 1000 m in 2:23,6 min
- 1941 24. Mai – Rudolf Harbig, Deutschland, lief die 1000 m in 2:21,5 min
- 1946 4. September – Rune Gustafsson, Schweden, lief die 1000 m in 2:21,4 min
- 1948 27. August – Marcel Hansenne, Frankreich, lief die 1000 m in 2:21,4 min
- 1952 10. August – Olle Åberg, Schweden, lief die 1000 m in 2:21,3 min
- 1952 27. Oktober – Stanislav Jungwirth, Tschechoslowakei, lief die 1000 m in 2:21,2 min
- 1953 16. August – Mal Whitfield, USA, lief die 1000 m in 2:20,8 min
- 1953 17. September – Audun Boysen, Norwegen, lief die 1000 m in 2:20,4 min
- 1954 18. August – Audun Boysen, Norwegen, lief die 1000 m in 2:19,5 min
- 1955 30. August – Audun Boysen, Norwegen, lief die 1000 m in 2:19,0 min
- 1955 21. September – István Rózsavölgyi, Ungarn, lief die 1000 m in 2:19,0 min
- 1959 21. August – Dan Waern, Schweden, lief die 1000 m in 2:17,8 min
- 1960 29. Juli – Siegfried Valentin, DDR, lief die 1000 m in 2:16,7 min
- 1964 12. November – Peter Snell, Neuseeland, lief die 1000 m in 2:16,6 min
- 1965 20. Juli – Jürgen May, DDR, lief die 1000 m in 2:16,2 min
- 1966 21. September – Franz-Josef Kemper, Deutschland, lief die 1000 m in 2:16,2 min

## 1500 m
- 1912 8. Juni – Abel Kiviat, USA, lief die 1500 m in 3:55,8 min
- 1917 5. August – John Zander, Schweden, lief die 1500 m in 3:54,7 min
- 1924 19. Juni – Paavo Nurmi, Finnland, lief die 1500 m in 3:52,6 min
- 1926 11. September – Otto Peltzer, Deutschland, lief die 1500 m in 3:51,0 min
- 1930 5. Oktober – Jules Ladoumègue, Frankreich, lief die 1500 m in 3:49,2 min
- 1933 9. September – Luigi Beccali, Italien, lief die 1500 m in 3:49,2 min
- 1933 17. September – Luigi Beccali, Italien, lief die 1500 m in 3:49,0 min
- 1934 30. Juni – Bill Bonthron, USA, lief die 1500 m in 3:48,8 min
- 1936 6. August – Jack Lovelock, Neuseeland, lief die 1500 m in 3:47,8 min
- 1941 10. August – Gunder Hägg, Schweden, lief die 1500 m in 3:47,6 min
- 1942 17. Juli – Gunder Hägg, Schweden, lief die 1500 m in 3:45,8 min
- 1943 17. August – Arne Andersson, Schweden, lief die 1500 m in 3:45,0 min
- 1944 7. Juli – Gunder Hägg, Schweden, lief die 1500 m in 3:43,0 min
- 1947 15. Juli – Lennart Strand, Schweden, lief die 1500 m in 3:43,0 min
- 1952 29. Juni – Werner Lueg, Deutschland, lief die 1500 m in 3:43,0 min
- 1954 4. Juni – Wes Santee, USA, lief die 1500 m in 3:42,8 min
- 1954 21. Juni – John Landy, Australien, lief die 1500 m in 3:41,8 min
- 1955 28. Juli – Sándor Iharos, Ungarn, lief die 1500 m in 3:40,8 min
- 1955 6. September – László Tábori, Ungarn, lief die 1500 m in 3:40,8 min
- 1955 6. September – Gunnar Nielsen, Dänemark, lief die 1500 m in 3:40,8 min
- 1956 3. August – István Rózsavölgyi, Ungarn, lief die 1500 m in 3:40,6 min
- 1957 11. Juli – Olavi Salsola, Finnland, lief die 1500 m in 3:40,2 min
- 1957 11. Juli – Olavi Salonen, Finnland, lief die 1500 m in 3:40,2 min
- 1957 12. Juli – Stanislav Jungwirth, Tschechoslowakei, lief die 1500 m in 3:38,1 min
- 1958 28. August – Herb Elliott, Australien, lief die 1500 m in 3:36,0 min
- 1960 6. September – Herb Elliott, Australien, lief die 1500 m in 3:35,6 min
- 1967 8. Juli – Jim Ryun, USA, lief die 1500 m in 3:33,1 min

## 3000 m
- 1912 12. April – Hannes Kolehmainen, Finnland, lief die 3000 m in 8:36,8 min
- 1918 7. August – John Zander, Schweden, lief die 3000 m in 8:33,2 min
- 1922 27. August – Paavo Nurmi, Finnland, lief die 3000 m in 8:28,6 min
- 1925 7. Juni – Edvin Wide, Schweden, lief die 3000 m in 8:27,6 min
- 1926 24. Mai – Paavo Nurmi, Finnland, lief die 3000 m in 8:25,4 min
- 1926 13. Juli – Paavo Nurmi, Finnland, lief die 3000 m in 8:20,4 min
- 1932 19. Juni – Janusz Kusociński, Polen, lief die 3000 m in 8:18,8 min
- 1936 4. Juli – Henry Nielsen, Schweden, lief die 3000 m in 8:18,4 min
- 1936 16. September – Gunnar Höckert, Finnland, lief die 3000 m in 8:14,8 min
- 1940 14. August – Henry Kälarne, Schweden, lief die 3000 m in 8:09,0 min
- 1942 28. August – Gunder Hägg, Schweden, lief die 3000 m in 8:01,2 min
- 1949 12. August – Gaston Reiff, Belgien, lief die 3000 m in 7:58,8 min
- 1955 14. Mai – Sándor Iharos, Ungarn, lief die 3000 m in 7:55,4 min
- 1956 22. Juni – Gordon Pirie, Vereinigtes Königreich, lief die 3000 m in 7:55,6 min
- 1956 4. September – Gordon Pirie, Vereinigtes Königreich, lief die 3000 m in 7:52,8 min
- 1962 27. Juni – Michel Jazy, Frankreich, lief die 3000 m in 7:49,2 min
- 1965 23. Juni – Michel Jazy, Frankreich, lief die 3000 m in 7:49,0 min
- 1965 5. August – Siegfried Herrmann, DDR, lief die 3000 m in 7:46,0 min
- 1965 27. August – Kipchoge Keino, Kenia, lief die 3000 m in 7:39,6 min

## 5000 m
- 1912 10. Juli – Hannes Kolehmainen, Finnland, lief die 5000 m in 14:36,6 min
- 1922 12. September – Paavo Nurmi, Finnland, lief die 5000 m in 14:35,4 min
- 1924 19. Juni – Paavo Nurmi, Finnland, lief die 5000 m in 14:28,2 min
- 1932 19. Juni – Lauri Lehtinen, Finnland, lief die 5000 m in 14:17,0 min
- 1939 16. Juni – Taisto Mäki, Finnland, lief die 5000 m in 14:08,8 min
- 1942 20. September – Gunder Hägg, Schweden, lief die 5000 m in 13:58,2 min
- 1954 30. Mai – Emil Zátopek, Tschechoslowakei, lief die 5000 m in 13:57,2 min
- 1954 29. August – Wolodymyr Kuz, Sowjetunion, lief die 5000 m in 13:56,6 min
- 1954 13. Oktober – Chris Chataway, Großbritannien, lief die 5000 m in 13:51,6 min
- 1954 23. Oktober – Wolodymyr Kuz, Sowjetunion, lief die 5000 m in 13:51,2 min
- 1955 10. September – Sándor Iharos, Ungarn, lief die 5000 m in 13:50,8 min
- 1955 18. September – Wolodymyr Kuz, Sowjetunion, lief die 5000 m in 13:46,8 min[2]
- 1955 23. Oktober – Sándor Iharos, Ungarn, lief die 5000 m in 13:40,6 min
- 1956 19. Juni – Gordon Pirie, Großbritannien, lief die 5000 m in 13:36,8 min
- 1957 13. Oktober – Wolodymyr Kuz, Sowjetunion, lief die 5000 m in 13:35,0 min
- 1965 16. Januar – Ron Clarke, Australien, lief die 5000 m in 13:34,8 min
- 1965 1. Februar – Ron Clarke, Australien, lief die 5000 m in 13:33,6 min
- 1965 4. Juni – Ron Clarke, Australien, lief die 5000 m in 13:25,8 min
- 1965 30. November – Kipchoge Keino, Kenia, lief die 5000 m in 13:24,2 min
- 1966 5. Juli – Ron Clarke, Australien, lief die 5000 m in 13:16,6 min

## 10.000 m
- 1904 5. November – Alfred Shrubb, Großbritannien, lief die 10.000 m in 31:02,4 min
- 1911 16. November – Jean Bouin, Frankreich, lief die 10.000 m in 30:58,8 min
- 1921 2. Juni – Paavo Nurmi, Finnland, lief die 10.000 m in 30:40,2 min
- 1924 25. Mai – Ville Ritola, Finnland, lief die 10.000 m in 30:35,4 min
- 1924 6. Juli – Ville Ritola, Finnland, lief die 10.000 m in 30:23,2 min
- 1924 31. August – Paavo Nurmi, Finnland, lief die 10.000 m in 30:06,2 min
- 1937 18. Juli – Ilmari Salminen, Finnland, lief die 10.000 m in 30:05,6 min
- 1938 29. September – Taisto Mäki, Finnland, lief die 10.000 m in 30:02,0 min
- 1939 17. September – Taisto Mäki, Finnland, lief die 10.000 m in 29:52,6 min
- 1944 25. August – Viljo Heino, Finnland, lief die 10.000 m in 29:35,4 min
- 1949 11. Juni – Emil Zátopek, Tschechoslowakei, lief die 10.000 m in 29:28,2 min
- 1949 1. September – Viljo Heino, Finnland, lief die 10.000 m in 29:27,2 min
- 1949 22. Oktober – Emil Zátopek, Tschechoslowakei, lief die 10.000 m in 29:21,2 min
- 1950 4. August – Emil Zátopek, Tschechoslowakei, lief die 10.000 m in 29:02,6 min
- 1953 1. November – Emil Zátopek, Tschechoslowakei, lief die 10.000 m in 29:01,6 min
- 1954 1. Juni – Emil Zátopek, Tschechoslowakei, lief die 10.000 m in 28:54,2 min
- 1956 15. Juli – Sándor Iharos, Ungarn, lief die 10.000 m in 28:42,8 min
- 1956 11. September – Wolodymyr Kuz, Sowjetunion, lief die 10.000 m in 28:30,4 min
- 1960 5. Oktober – Pjotr Bolotnikow, Sowjetunion, lief die 10.000 m in 28:18,8 min
- 1962 11. August – Pjotr Bolotnikow, Sowjetunion, lief die 10.000 m in 28:18,2 min
- 1963 18. Dezember – Ron Clarke, Australien, lief die 10.000 m in 28:15,6 min
- 1965 14. Juli – Ron Clarke, Australien, lief die 10.000 m in 27:39,4 min

## 110 m Hürden
- 1908 25. Juli – Forrest Smithson, USA, lief die 110 m Hürden in 15,0 s
- 1920 18. August – Earl Thomson, Kanada, lief die 110 m Hürden in 14,8 s
- 1927 18. September – Sten Pettersson, Schweden, lief die 110 m Hürden in 14,8 s
- 1928 31. Juli – George Weightman-Smith, Südafrika, lief die 110 m Hürden in 14,6 s
- 1929 25. August – Eric Wennström, Schweden, lief die 110 m Hürden in 14,4 s
- 1931 29. August – Bengt Sjöstedt, Finnland, lief die 110 m Hürden in 14,4 s
- 1932 23. Juni – Percy Beard, USA, lief die 110 m Hürden in 14,4 s
- 1932 16. Juli – Jack Keller, USA, lief die 110 m Hürden in 14,4 s
- 1932 2. August – George Saling, USA, lief die 110 m Hürden in 14,4 s
- 1933 12. August – John Morriss, USA, lief die 110 m Hürden in 14,4 s
- 1933 8. September – John Morriss, USA, lief die 110 m Hürden in 14,4 s
- 1934 26. Juli – Percy Beard, USA, lief die 110 m Hürden in 14,3 s
- 1934 6. August – Percy Beard, USA, lief die 110 m Hürden in 14,2 s
- 1935 2. August – Alvin Moreau, USA, lief die 110 m Hürden in 14,2 s
- 1936 19. Juni – Forrest Towns, USA, lief die 110 m Hürden in 14,1 s
- 1936 6. August – Forrest Towns, USA, lief die 110 m Hürden in 14,1 s
- 1936 27. August – Forrest Towns, USA, lief die 110 m Hürden in 13,7 s
- 1941 29. Juni – Fred Wolcott, USA, lief die 110 m Hürden in 13,7 s
- 1950 24. Juni – Richard Attlesey, USA, lief die 110 m Hürden in 13,6 s
- 1950 10. Juli – Richard Attlesey, USA, lief die 110 m Hürden in 13,5 s
- 1956 22. Juni – Jack Davis, USA, lief die 110 m Hürden in 13,4 s
- 1959 7. Juli – Martin Lauer, Deutschland, lief die 110 m Hürden in 13,2 s
- 1960 21. August – Lee Calhoun, USA, lief die 110 m Hürden in 13,2 s
- 1967 16. Juli – Earl McCullouch, USA, lief die 110 m Hürden in 13,2 s
- 1969 4. Juli – Willie Davenport, USA, lief die 110 m Hürden in 13,2 s

## 400 m Hürden
Die Leistungen von Norton und Gibson wurden auf der 440-Yards-Hürdenstrecke erzielt, 440 Yards entsprechen 402,34 Meter.
- 1908 22. Juli – Charles Bacon, USA, lief die 400 m Hürden in 55,0 s
- 1920 26. Juni – John Norton, USA, lief die 400 m Hürden in 54,2 s
- 1920 16. August – Frank Loomis, USA, lief die 400 m Hürden in 54,0 s
- 1925 4. Oktober – Sten Pettersson, Schweden, lief die 400 m Hürden in 53,8 s
- 1927 2. August – John Gibson, USA, lief die 400 m Hürden in 52,6 s
- 1928 4. Juli – Morgan Taylor, USA, lief die 400 m Hürden in 52,0 s
- 1932 1. August – Glenn Hardin, USA, lief die 400 m Hürden in 52,0 s
- 1934 30. Juni – Glenn Hardin, USA, lief die 400 m Hürden in 51,8 s
- 1934 26. Juli – Glenn Hardin, USA, lief die 400 m Hürden in 50,6 s
- 1953 20. August – Juri Litujew, Sowjetunion, lief die 400 m Hürden in 50,4 s
- 1956 29. Juni – Glenn Davis, USA, lief die 400 m Hürden in 49,5 s
- 1958 6. August – Glenn Davis, USA, lief die 400 m Hürden in 49,2 s
- 1962 14. September – Salvatore Morale, Italien, lief die 400 m Hürden in 49,2 s
- 1964 13. September – Warren Cawley, USA, lief die 400 m Hürden in 49,1 s
- 1968 11. September – Geoff Vanderstock, USA, lief die 400 m Hürden in 48,6 s
- 1968 15. Oktober – David Hemery, Großbritannien, lief die 400 m Hürden in 48,12 s

## 3000 m Hindernis
- 1954 28. August – Sándor Rozsnyói, Ungarn, lief die 3000 m Hindernis in 8:49,6 min
- 1955 1. Juli – Pentti Karvonen, Finnland, lief die 3000 m Hindernis in 8:47,8 min
- 1955 15. Juli – Pentti Karvonen, Finnland, lief die 3000 m Hindernis in 8:45,4 min
- 1955 18. August – Wassili Wlassenko, Sowjetunion, lief die 3000 m Hindernis in 8:45,4 min
- 1955 31. August – Jerzy Chromik, Polen, lief die 3000 m Hindernis in 8:41,2 min
- 1955 11. September – Jerzy Chromik, Polen, lief die 3000 m Hindernis in 8:40,2 min
- 1956 14. August – Semjon Rschischtschin, Sowjetunion, lief die 3000 m Hindernis in 8:39,8 min
- 1956 16. September – Sándor Rozsnyói, Ungarn, lief die 3000 m Hindernis in 8:35,6 min
- 1958 21. Juli – Semjon Rschischtschin, Sowjetunion, lief die 3000 m Hindernis in 8:35,6 min
- 1958 2. August – Jerzy Chromik, Polen, lief die 3000 m Hindernis in 8:32,0 min
- 1960 26. Juni – Zdzisław Krzyszkowiak, Polen, lief die 3000 m Hindernis in 8:31,4 min
- 1961 28. Mai – Hryhorij Taran, Sowjetunion, lief die 3000 m Hindernis in 8:31,2 min
- 1961 10. August – Zdzisław Krzyszkowiak, Polen, lief die 3000 m Hindernis in 8:30,4 min
- 1963 7. September – Gaston Roelants, Belgien, lief die 3000 m Hindernis in 8:29,6 min
- 1965 7. August – Gaston Roelants, Belgien, lief die 3000 m Hindernis in 8:26,4 min
- 1968 17. Juli – Jouko Kuha, Finnland, lief die 3000 m Hindernis in 8:24,2 min
- 1969 19. August – Vladimiras Dudinas, Sowjetunion, lief die 3000 m Hindernis in 8:22,2 min
- 1970 4. Juli – Kerry O’Brien, Australien, lief die 3000 m Hindernis in 8:22,0 min

## Hochsprung
- 1912 18. Mai – George Horine, USA, erreichte im Hochsprung 2,00 m
- 1914 2. Mai – Edward Beeson, USA, erreichte im Hochsprung 2,01 m
- 1924 27. Mai – Harold Osborn, USA, erreichte im Hochsprung 2,03 m
- 1933 13. Mai – Walter Marty, USA, erreichte im Hochsprung 2,04 m
- 1934 28. April – Walter Marty, USA, erreichte im Hochsprung 2,06 m
- 1936 12. Juli – Cornelius Johnson, USA, erreichte im Hochsprung 2,07 m
- 1936 12. Juli – Dave Albritton, USA, erreichte im Hochsprung 2,07 m
- 1937 12. August – Mel Walker, USA, erreichte im Hochsprung 2,09 m
- 1941 17. Juni – Lester Steers, USA, erreichte im Hochsprung 2,11 m
- 1953 27. Juni – Walt Davis, USA, erreichte im Hochsprung 2,12 m
- 1956 29. Juni – Charles Dumas, USA, erreichte im Hochsprung 2,15 m
- 1957 13. Juli – Juri Stepanow, Sowjetunion, erreichte im Hochsprung 2,16 m
- 1960 30. April – John Thomas, USA, erreichte im Hochsprung 2,17 m
- 1960 21. Mai – John Thomas, USA, erreichte im Hochsprung 2,17 m
- 1960 24. Juni – John Thomas, USA, erreichte im Hochsprung 2,18 m
- 1960 1. Juli – John Thomas, USA, erreichte im Hochsprung 2,22 m
- 1961 18. Juni – Waleri Brumel, Sowjetunion, erreichte im Hochsprung 2,23 m
- 1961 16. Juli – Waleri Brumel, Sowjetunion, erreichte im Hochsprung 2,24 m
- 1961 31. August – Waleri Brumel, Sowjetunion, erreichte im Hochsprung 2,25 m
- 1962 22. Juli – Waleri Brumel, Sowjetunion, erreichte im Hochsprung 2,26 m
- 1962 29. September – Waleri Brumel, Sowjetunion, erreichte im Hochsprung 2,27 m
- 1963 21. Juli – Waleri Brumel, Sowjetunion, erreichte im Hochsprung 2,28 m
- 1970 8. November – Ni Zhiqin, China, erreichte im Hochsprung 2,29 m[3]

## Stabhochsprung
- 1912 8. Juni – Marc Wright, USA, erreichte im Stabhochsprung 4,02 m
- 1920 20. August – Frank Foss, USA, erreichte im Stabhochsprung 4,09 m
- 1922 3. September – Charles Hoff, Norwegen, erreichte im Stabhochsprung 4,12 m
- 1923 22. Juli – Charles Hoff, Norwegen, erreichte im Stabhochsprung 4,21 m
- 1923 13. August – Charles Hoff, Norwegen, erreichte im Stabhochsprung 4,23 m
- 1925 27. September – Charles Hoff, Norwegen, erreichte im Stabhochsprung 4,25 m
- 1927 28. Mai – Sabin Carr, USA, erreichte im Stabhochsprung 4,27 m
- 1928 28. April – Lee Barnes, USA, erreichte im Stabhochsprung 4,30 m
- 1931 16. Juli – William Graber, USA, erreichte im Stabhochsprung 4,37 m
- 1935 1. Juni – Keith Brown, USA, erreichte im Stabhochsprung 4,39 m
- 1936 4. Juli – George Varoff, USA, erreichte im Stabhochsprung 4,43 m
- 1937 29. Mai – Bill Sefton, USA, erreichte im Stabhochsprung 4,54 m
- 1937 29. Mai – Earle Meadows, USA, erreichte im Stabhochsprung 4,54 m
- 1940 29. Juni – Cornelius Warmerdam, USA, erreichte im Stabhochsprung 4,60 m
- 1941 6. Juni – Cornelius Warmerdam, USA, erreichte im Stabhochsprung 4,72 m
- 1942 23. Mai – Cornelius Warmerdam, USA, erreichte im Stabhochsprung 4,77 m
- 1957 27. April – Bob Gutowski, USA, erreichte im Stabhochsprung 4,78 m
- 1960 2. Juli – Don Bragg, USA, erreichte im Stabhochsprung 4,80 m
- 1961 20. Mai – George Davies, USA, erreichte im Stabhochsprung 4,83 m
- 1962 31. März – John Uelses, USA, erreichte im Stabhochsprung 4,89 m
- 1962 28. April – David Tork, USA, erreichte im Stabhochsprung 4,93 m
- 1962 22. Juni – Pentti Nikula, Finnland, erreichte im Stabhochsprung 4,94 m
- 1963 27. April – Brian Sternberg, USA, erreichte im Stabhochsprung 5,00 m
- 1963 7. Juni – Brian Sternberg, USA, erreichte im Stabhochsprung 5,08 m
- 1963 5. August – John Pennel, USA, erreichte im Stabhochsprung 5,13 m
- 1963 24. August – John Pennel, USA, erreichte im Stabhochsprung 5,20 m
- 1964 13. Juni – Fred Hansen, USA, erreichte im Stabhochsprung 5,23 m
- 1964 25. Juli – Fred Hansen, USA, erreichte im Stabhochsprung 5,28 m
- 1966 14. Mai – Bob Seagren, USA, erreichte im Stabhochsprung 5,32 m
- 1966 23. Juli – John Pennel, USA, erreichte im Stabhochsprung 5,34 m
- 1967 10. Juni – Bob Seagren, USA, erreichte im Stabhochsprung 5,36 m
- 1967 23. Juni – Paul Wilson, USA, erreichte im Stabhochsprung 5,38 m
- 1968 12. September – Bob Seagren, USA, erreichte im Stabhochsprung 5,41 m
- 1969 21. Juni – John Pennel, USA, erreichte im Stabhochsprung 5,44 m
- 1970 17. Juni – Wolfgang Nordwig, DDR, erreichte im Stabhochsprung 5,45 m
- 1970 3. September – Wolfgang Nordwig, DDR, erreichte im Stabhochsprung 5,46 m
- 1970 24. Oktober – Christos Papanikolaou, Griechenland, erreichte im Stabhochsprung 5,49 m

## Weitsprung
- 1901 5. August – Peter O’Connor, Irland, erreichte im Weitsprung 7,61 m
- 1923 23. Juli – Edward Gourdin, USA, erreichte im Weitsprung 7,69 m
- 1924 7. Juli – Robert LeGendre, USA, erreichte im Weitsprung 7,76 m
- 1925 13. Juni – DeHart Hubbard, USA, erreichte im Weitsprung 7,89 m
- 1928 7. Juli – Ed Hamm, USA, erreichte im Weitsprung 7,90 m
- 1928 9. September – Sylvio Cator, Haiti, erreichte im Weitsprung 7,93 m
- 1931 27. Oktober – Chuhei Nambu, Japan, erreichte im Weitsprung 7,98 m
- 1935 25. Mai – Jesse Owens, USA, erreichte im Weitsprung 8,13 m
- 1960 12. August – Ralph Boston, USA, erreichte im Weitsprung 8,21 m
- 1961 27. Mai – Ralph Boston, USA, erreichte im Weitsprung 8,24 m
- 1961 16. Juli – Ralph Boston, USA, erreichte im Weitsprung 8,28 m
- 1962 10. Juni – Igor Ter-Ovanesjan, Sowjetunion, erreichte im Weitsprung 8,31 m
- 1964 15. August – Ralph Boston, USA, erreichte im Weitsprung 8,31 m
- 1964 12. September – Ralph Boston, USA, erreichte im Weitsprung 8,34 m
- 1965 29. Mai – Ralph Boston, USA, erreichte im Weitsprung 8,35 m
- 1967 19. Oktober – Igor Ter-Ovanesjan, Sowjetunion, erreichte im Weitsprung 8,35 m
- 1968 18. Oktober – Bob Beamon, USA, erreichte im Weitsprung 8,90 m

## Dreisprung
- 1911 30. Mai – Dan Ahearn, USA, erreichte im Dreisprung 15,52 m
- 1924 12. Juli – Nick Winter, USA, erreichte im Dreisprung 15,52 m
- 1931 27. Oktober – Mikio Oda, Japan, erreichte im Dreisprung 15,58 m
- 1932 4. August – Chuhei Nambu, Japan, erreichte im Dreisprung 15,72 m
- 1935 14. Dezember – Jack Metcalfe, Australien, erreichte im Dreisprung 15,78 m
- 1936 6. August – Naoto Tajima, Japan, erreichte im Dreisprung 16,00 m
- 1950 3. Dezember – Adhemar Ferreira da Silva, Brasilien, erreichte im Dreisprung 16,00 m
- 1951 30. September – Adhemar Ferreira da Silva, Brasilien, erreichte im Dreisprung 16,01 m
- 1952 23. Juli – Adhemar Ferreira da Silva, Brasilien, erreichte im Dreisprung 16,12 m
- 1952 23. Juli – Adhemar Ferreira da Silva, Brasilien, erreichte im Dreisprung 16,22 m
- 1953 19. Juli – Leonid Schtscherbakow, Sowjetunion, erreichte im Dreisprung 16,23 m
- 1955 16. März – Adhemar Ferreira da Silva, Brasilien, erreichte im Dreisprung 16,56 m
- 1958 28. Juli – Oleg Rjachowski, Sowjetunion, erreichte im Dreisprung 16,59 m
- 1959 3. Mai – Oleg Fjodossejew, Sowjetunion, erreichte im Dreisprung 16,70 m
- 1960 5. August – Jozef Schmidt, Polen, erreichte im Dreisprung 17,03 m
- 1968 16. Oktober – Giuseppe Gentile, Italien, erreichte im Dreisprung 17,10 m
- 1968 17. Oktober – Giuseppe Gentile, Italien, erreichte im Dreisprung 17,22 m
- 1968 17. Oktober – Wiktor Sanejew, Sowjetunion, erreichte im Dreisprung 17,23 m
- 1968 17. Oktober – Nelson Prudencio, Brasilien, erreichte im Dreisprung 17,27 m
- 1968 17. Oktober – Wiktor Sanejew, Sowjetunion, erreichte im Dreisprung 17,39 m

## Kugelstoßen
- 1909 21. August – Ralph Rose, USA, erreichte im Kugelstoßen 15,54 m
- 1928 6. Mai – Emil Hirschfeld, Deutschland, erreichte im Kugelstoßen 15,79 m
- 1928 29. Juli – John Kuck, USA, erreichte im Kugelstoßen 15,87 m
- 1928 26. August – Emil Hirschfeld, Deutschland, erreichte im Kugelstoßen 16,04 m
- 1931 4. Oktober – František Douda, Tschechoslowakei, erreichte im Kugelstoßen 16,04 m
- 1932 29. Juni – Zygmunt Heljasz, Polen, erreichte im Kugelstoßen 16,05 m
- 1932 27. August – Leo Sexton, USA, erreichte im Kugelstoßen 16,16 m
- 1932 24. September – František Douda, Tschechoslowakei, erreichte im Kugelstoßen 16,20 m
- 1934 21. April – John Lyman, USA, erreichte im Kugelstoßen 16,48 m
- 1934 27. April – Jack Torrance, USA, erreichte im Kugelstoßen 16,80 m
- 1934 30. Juni – Jack Torrance, USA, erreichte im Kugelstoßen 16,89 m
- 1934 5. August – Jack Torrance, USA, erreichte im Kugelstoßen 17,40 m
- 1948 17. April – Charles Fonville, USA, erreichte im Kugelstoßen 17,68 m
- 1949 28. Juli – Jim Fuchs, USA, erreichte im Kugelstoßen 17,79 m
- 1950 29. April – Jim Fuchs, USA, erreichte im Kugelstoßen 17,82 m
- 1950 20. August – Jim Fuchs, USA, erreichte im Kugelstoßen 17,90 m
- 1950 22. August – Jim Fuchs, USA, erreichte im Kugelstoßen 17,95 m
- 1953 9. Mai – Parry O’Brien, USA, erreichte im Kugelstoßen 18,00 m
- 1953 5. Juni – Parry O’Brien, USA, erreichte im Kugelstoßen 18,04 m
- 1954 8. Mai – Parry O’Brien, USA, erreichte im Kugelstoßen 18,42 m
- 1954 21. Mai – Parry O’Brien, USA, erreichte im Kugelstoßen 18,43 m
- 1954 11. Juni – Parry O’Brien, USA, erreichte im Kugelstoßen 18,54 m
- 1956 5. Mai – Parry O’Brien, USA, erreichte im Kugelstoßen 18,62 m
- 1956 15. Juni – Parry O’Brien, USA, erreichte im Kugelstoßen 18,69 m
- 1956 3. September – Parry O’Brien, USA, erreichte im Kugelstoßen 19,06 m
- 1956 1. November – Parry O’Brien, USA, erreichte im Kugelstoßen 19,25 m
- 1959 28. März – Dallas Long, USA, erreichte im Kugelstoßen 19,25 m
- 1959 1. August – Parry O’Brien, USA, erreichte im Kugelstoßen 19,30 m
- 1960 5. März – Dallas Long, USA, erreichte im Kugelstoßen 19,38 m
- 1960 19. März – Bill Nieder, USA, erreichte im Kugelstoßen 19,45 m
- 1960 26. März – Dallas Long, USA, erreichte im Kugelstoßen 19,67 m
- 1960 2. April – Bill Nieder, USA, erreichte im Kugelstoßen 19,99 m
- 1960 12. August – Bill Nieder, USA, erreichte im Kugelstoßen 20,06 m
- 1962 18. Mai – Dallas Long, USA, erreichte im Kugelstoßen 20,08 m
- 1964 4. April – Dallas Long, USA, erreichte im Kugelstoßen 20,10 m
- 1964 29. Mai – Dallas Long, USA, erreichte im Kugelstoßen 20,20 m
- 1964 25. Juli – Dallas Long, USA, erreichte im Kugelstoßen 20,68 m
- 1965 8. Mai – Randy Matson, USA, erreichte im Kugelstoßen 21,52 m
- 1967 22. April – Randy Matson, USA, erreichte im Kugelstoßen 21,78 m

## Diskuswurf
- 1912 26. Mai – James Duncan, USA, erreichte im Diskuswurf 47,58 m
- 1924 14. September – Thomas Lieb, USA, erreichte im Diskuswurf 47,61 m
- 1925 2. Mai – Glenn Hartranft, USA, erreichte im Diskuswurf 47,89 m
- 1926 3. April – Bud Houser, USA, erreichte im Diskuswurf 48,20 m
- 1929 9. März – Eric Krenz, USA, erreichte im Diskuswurf 49,90 m
- 1930 17. Mai – Eric Krenz, USA, erreichte im Diskuswurf 51,03 m
- 1930 23. August – Paul Jessup, USA erreichte, im Diskuswurf 51,73 m
- 1934 25. August – Harald Andersson, Schweden, erreichte im Diskuswurf 52,42 m
- 1935 28. April – Willy Schröder, Deutschland, erreichte im Diskuswurf 53,10 m
- 1935 24. Mai – Gordon Dunn, Deutschland, erreichte im Diskuswurf 53,90 m
- 1941 20. Juni – Archie Harris, USA, erreichte im Diskuswurf 53,26 m
- 1941 26. Oktober – Adolfo Consolini, Italien, erreichte im Diskuswurf 53,34 m
- 1946 14. April – Adolfo Consolini, Italien, erreichte im Diskuswurf 54,23 m
- 1946 8. Juni – Bob Fitch, USA, erreichte im Diskuswurf 54,93 m
- 1948 10. Oktober – Adolfo Consolini, Italien, erreichte im Diskuswurf 55,33 m
- 1949 9. Juli – Fortune Gordien, USA, erreichte im Diskuswurf 56,46 m
- 1949 14. August – Fortune Gordien, USA, erreichte im Diskuswurf 56,97 m
- 1953 20. Juni – Sam Iness, USA, erreichte im Diskuswurf 57,93 m
- 1953 11. Juli – Fortune Gordien, USA, erreichte im Diskuswurf 58,10 m
- 1953 22. August – Fortune Gordien, USA, erreichte im Diskuswurf 59,28 m
- 1959 14. Juni – Edmund Piątkowski, Polen, erreichte im Diskuswurf 59,91 m
- 1960 12. August – Rink Babka, USA, erreichte im Diskuswurf 59,91 m
- 1961 11. August – Jay Silvester, USA, erreichte im Diskuswurf 60,56 m
- 1961 20. August – Jay Silvester, USA, erreichte im Diskuswurf 60,72 m
- 1962 18. Mai – Al Oerter, USA, erreichte im Diskuswurf 61,10 m
- 1962 4. Juni – Wladimir Trussenjow, Sowjetunion, erreichte im Diskuswurf 61,64 m
- 1962 1. Juli – Al Oerter, USA, erreichte im Diskuswurf 62,45 m
- 1963 17. April – Al Oerter, USA, erreichte im Diskuswurf 62,62 m
- 1964 25. April – Al Oerter, USA, erreichte im Diskuswurf 62,94 m
- 1964 2. August – Ludvík Daněk, Tschechoslowakei, erreichte im Diskuswurf 64,55 m
- 1965 12. Oktober – Ludvík Daněk, Tschechoslowakei, erreichte im Diskuswurf 65,22 m
- 1968 25. Mai – Jay Silvester, USA, erreichte im Diskuswurf 66,54 m
- 1968 18. September – Jay Silvester, USA, erreichte im Diskuswurf 68,40 m

## Hammerwurf
- 1913 17. August – Pat Ryan, USA, erreichte im Hammerwurf 57,77 m
- 1938 27. August – Erwin Blask, Deutschland, erreichte im Hammerwurf 59,00 m
- 1948 14. Juli – Imre Németh, Ungarn, erreichte im Hammerwurf 59,02 m
- 1949 4. September – Imre Németh, Ungarn, erreichte im Hammerwurf 59,57 m
- 1950 19. Mai – Imre Németh, Ungarn, erreichte im Hammerwurf 59,88 m
- 1952 24. Juli – József Csermák, Ungarn, erreichte im Hammerwurf 60,34 m
- 1952 14. September – Sverre Strandli, Norwegen, erreichte im Hammerwurf 61,25 m
- 1953 5. September – Sverre Strandli, Norwegen, erreichte im Hammerwurf 62,36 m
- 1954 29. August – Michail Kriwonosow, Sowjetunion, erreichte im Hammerwurf 63,34 m
- 1954 12. Dezember – Stanislaw Nenaschew, Sowjetunion, erreichte im Hammerwurf 64,05 m
- 1955 4. August – Michail Kriwonosow, Sowjetunion, erreichte im Hammerwurf 64,33 m
- 1955 19. September – Michail Kriwonosow, Sowjetunion, erreichte im Hammerwurf 64,52 m
- 1956 25. April – Michail Kriwonosow, Sowjetunion, erreichte im Hammerwurf 65,85 m
- 1956 8. Juli – Michail Kriwonosow, Sowjetunion, erreichte im Hammerwurf 66,38 m
- 1956 22. Oktober – Michail Kriwonosow, Sowjetunion, erreichte im Hammerwurf 67,32 m
- 1956 2. November – Hal Connolly, USA, erreichte im Hammerwurf 68,54 m
- 1958 20. Juni – Hal Connolly, USA, erreichte im Hammerwurf 68,68 m
- 1960 12. August – Hal Connolly, USA, erreichte im Hammerwurf 70,33 m
- 1962 21. Juli – Hal Connolly, USA, erreichte im Hammerwurf 70,67 m
- 1965 29. Mai – Hal Connolly, USA, erreichte im Hammerwurf 71,06 m
- 1965 21. Juni – Hal Connolly, USA, erreichte im Hammerwurf 71,26 m
- 1965 4. September – Gyula Zsivótzky, Ungarn, erreichte im Hammerwurf 73,74 m
- 1968 14. September – Gyula Zsivótzky, Ungarn, erreichte im Hammerwurf 73,76 m
- 1969 15. Juni – Romuald Klim, Sowjetunion, erreichte im Hammerwurf 74,52 m
- 1969 20. September – Anatolij Bondartschuk, Sowjetunion, erreichte im Hammerwurf 74,68 m
- 1969 12. Oktober – Anatolij Bondartschuk, Sowjetunion, erreichte im Hammerwurf 75,48 m

## Speerwurf
- 1912 29. September – Eric Lemming, Schweden, erreichte im Speerwurf 62,32 m
- 1919 25. August – Jonni Myyrä, Finnland, erreichte im Speerwurf 66,10 m
- 1924 12. Oktober – Gunnar Lindström, Schweden, erreichte im Speerwurf 66,62 m
- 1927 8. Oktober – Eino Penttilä, Finnland, erreichte im Speerwurf 69,88 m
- 1928 15. August – Erik Lundqvist, Schweden, erreichte im Speerwurf 71,01 m
- 1930 8. August – Matti Järvinen, Finnland, erreichte im Speerwurf 71,57 m
- 1930 17. August – Matti Järvinen, Finnland, erreichte im Speerwurf 71,70 m
- 1930 31. August – Matti Järvinen, Finnland, erreichte im Speerwurf 71,88 m
- 1930 14. September – Matti Järvinen, Finnland, erreichte im Speerwurf 72,93 m
- 1932 27. Juni – Matti Järvinen, Finnland, erreichte im Speerwurf 74,02 m
- 1933 25. Mai – Matti Järvinen, Finnland, erreichte im Speerwurf 74,28 m
- 1933 7. Juni – Matti Järvinen, Finnland, erreichte im Speerwurf 74,61 m
- 1933 15. Juni – Matti Järvinen, Finnland, erreichte im Speerwurf 76,10 m
- 1934 7. September – Matti Järvinen, Finnland, erreichte im Speerwurf 76,66 m
- 1936 18. Juni – Matti Järvinen, Finnland, erreichte im Speerwurf 77,23 m
- 1938 25. August – Yrjö Nikkanen, Finnland, erreichte im Speerwurf 77,87 m
- 1938 16. Oktober – Yrjö Nikkanen, Finnland, erreichte im Speerwurf 78,70 m
- 1953 8. August – Bud Held, USA, erreichte im Speerwurf 80,41 m
- 1955 21. Mai – Bud Held, USA, erreichte im Speerwurf 81,75 m
- 1956 24. Juni – Soini Nikkinen, Finnland, erreichte im Speerwurf 83,56 m
- 1956 30. Juni – Janusz Sidlo, Polen, erreichte im Speerwurf 83,66 m
- 1956 26. November – Egil Danielsen, Norwegen, erreichte im Speerwurf 85,71 m
- 1959 5. Juni – Al Cantello, USA, erreichte im Speerwurf 86,04 m
- 1961 1. Juni – Carlo Lievore, Italien, erreichte im Speerwurf 86,74 m
- 1964 1. Juli – Terje Pedersen, Norwegen, erreichte im Speerwurf 87,12 m
- 1964 2. September – Terje Pedersen, Norwegen, erreichte im Speerwurf 91,72 m
- 1968 23. Juni – Jānis Lūsis, Sowjetunion, erreichte im Speerwurf 91,98 m
- 1969 18. Juni – Jorma Kinnunen, Finnland, erreichte im Speerwurf 92,70 m

## Zehnkampf
Als Datum ist jeweils der zweite Tag angegeben.
- 1922 17. September – Aleksander Klumberg-Kolmpere, Estland, erreichte im Zehnkampf 7481,69 P.
- 1924 12. Juli – Harold Osborn, USA, erreichte im Zehnkampf 7710,775 P.
- 1926 18. Juli – Paavo Yrjölä, Finnland, erreichte im Zehnkampf 7820,93 P.
- 1927 17. Juli – Paavo Yrjölä, Finnland, erreichte im Zehnkampf 7995,19 P.
- 1928 4. August – Paavo Yrjölä, Finnland, erreichte im Zehnkampf 8053,29 P.
- 1930 20. Juli – Akilles Järvinen, Finnland, erreichte im Zehnkampf 8255,475 P.
- 1932 6. August – James Bausch, USA, erreichte im Zehnkampf 8462,235 P.
- 1934 8. Juli – Hans-Heinrich Sievert, Deutschland, erreichte im Zehnkampf 8790,460 P.[4]
- Neue Tabelle (Umrechnung von Sieverts Rekord: 7824 Punkte)
- 1936 8. August – Glenn Morris, USA, erreichte im Zehnkampf 7900 P.
- 1950 30. Juni – Bob Mathias, USA, erreichte im Zehnkampf 8042 P.
- Neue Tabelle (Umrechnung von Mathias’ Rekord: 7444 Punkte)
- 1952 26. Juli – Bob Mathias, USA, erreichte im Zehnkampf 7887 P.
- 1955 11. Juni – Rafer Johnson, USA, erreichte im Zehnkampf 7985 P.
- 1958 18. Mai – Wassili Kusnezow, Sowjetunion, erreichte im Zehnkampf 8014 P.
- 1958 28. Juli – Rafer Johnson, USA, erreichte im Zehnkampf 8302 P.
- 1959 17. Mai – Wassili Kusnezow, Sowjetunion, erreichte im Zehnkampf 8357 P.
- 1960 9. Juli – Rafer Johnson, USA, erreichte im Zehnkampf 8683 P.
- 1963 28. April – Yang Chuan-Kwang, TPE, erreichte im Zehnkampf 9121 P.
- Neue Tabelle (Umrechnung von Yangs Rekord: 8089 Punkte)
- 1966 24. Juli – Russ Hodge, USA, erreichte im Zehnkampf 8230 P.
- 1967 14. Mai – Kurt Bendlin, Deutschland, erreichte im Zehnkampf 8319 P.
- 1969 11. Dezember – Bill Toomey, USA, erreichte im Zehnkampf 8417 P.